# Vieja Trova Santiaguera
Vieja Trova Santiaguera war eine 1994 von Amado Machado (1912–1998), Aristóteles Limonta (1913–2009), Pancho Coba (1913–?), Reinaldo Creagh (1918–2014) und Reinaldo Hierrezuelo (1926–2016) gegründete kubanische Band.
- Reinaldo Hierrezuelo La O – Armónico und Solostimme
- Manuel Galbán Torralbas – Gitarre und Gesang
- Ricardo Ortiz Verdecia – Maracas, Güiro und Solostimme
- Reynaldo Creagh Verane – Claves und Solostimme
- Aristoteles Raimundo Limonta – Kontrabass und Gesang

Alle kommen aus der Region von Santiago de Cuba, daher der Name „Santiaguera“, aus Santiago. Der Film Lágrimas Negras – Schwarze Tränen wurde 1997 über sie gedreht.

## Diskografie
- Vieja Trova Santiaguera (1994) (NubeNegra/Intuition)
- Gusto y Sabor (1995) (NubeNegra/Intuition)
- Hotel Asturias (1996) (NubeNegra/Intuition)
- La Manigua (1998) (Virgin)
- Domino (2000) (Virgin)
- El Balcón del Adiós (2002) (Virgin)